# 博赫丹·科爾馬科夫

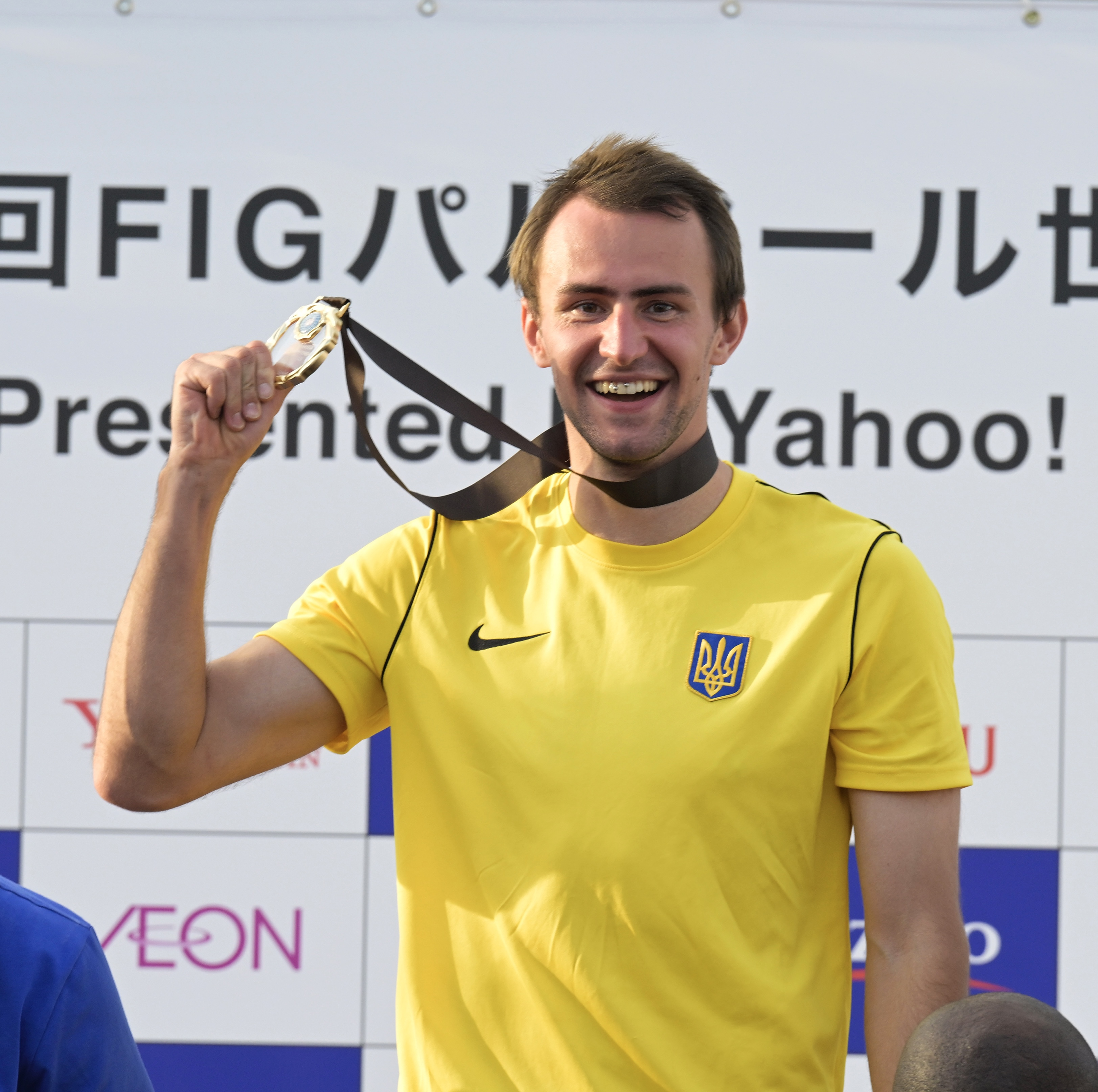
博赫丹·科爾馬科夫攝於2022年

博赫丹·維塔利約維奇·科爾馬科夫（烏克蘭語：Богдан Віталійович Колмаков，羅馬化：Bohdan Vitaliyovych Kolmakov；1997年11月23日—）是烏克蘭跑酷運動員。他是2022年世界運動會和世界跑酷錦標賽的金牌得主。

## 經歷
科爾馬科夫十歲開始練習跑酷。2021年9月，他在索菲亞世界盃上獲得速度金牌。
2022年7月，在阿拉巴馬州伯明罕舉行的2022年世界運動會上，科爾馬科夫獲得速度金牌。2022年9月，他還在索菲亞世界盃上獲得了速度金牌。隔月，在東京都舉行的2022年世界跑酷錦標賽上，科爾馬科夫在第一屆錦標賽中獲得了速度金牌。他以25.25秒的成績獲得冠軍，領先亞軍義大利選手安德里亞·康索里尼0.59秒。
2023年5月，在蒙彼利埃世界盃上，科爾馬科夫獲得速度銀牌。2023年9月，在索菲亞世界盃上，他獲得了第二枚世界盃速度銀牌。

## 外部連結
- 博赫丹·科爾馬科夫的Instagram帳戶